# Domènec Carles i Rosich
Domènec Carles i Rosich (Barcelona, 31 de maig de 1888 - Olot, 1962) fou un pintor i escriptor. La seva obra se centra principalment en temes florals, encara que també pintà marines i paisatges.
Per la factura de la seva pintura pot ser considerat neoimpressionista, encara que el seu crític, Capdevila, el definí com impressionista català, pel major grau de realisme, de sensualitat com d'impulsivitat respecte del francès.

## Biografia
Domènec Carles va néixer al carrer Bilbao de Barcelona, fill de Domènec Carles i Ferrés, natural d'Igualada, i d'Inès Rosich i Escofet, natural de Reus.
Estudià a l'Acadèmia Baixas, assistí al Cercle Artístic de Sant Lluc i a les acadèmies lliures de París entre 1910 i 1913. Escriví articles d'art per a La Veu de Catalunya des de París i col·laborà amb les seves il·lustracions a la revista Iberia. Fou premiat a l'Exposición Nacional de Madrid del 1943. És autor de Memorias d'un pintor (1944), on es proclama admirador de Renoir, Cézanne però sobretot de Velázquez. També es considera que rebé influències de Bonnard.
Hi ha obres de Domènec Carles i Rosich al Museu Nacional d'Art de Catalunya (procedents de l'antic Museu d'Art Modern de Barcelona), al Museu de Mataró, al Museu d'Art de Sabadell, al Museu Abelló de Mollet del Vallès, al Museu de la Garrotxa (Olot), al Vinseum. Museu de les cultures del vi de Catalunya (Vilafranca del Penedès), així com als de Bilbao, Madrid i Donòstia. La col·lecció del Banc de Sabadell també inclou una obra seva.
Es va casar amb l'escultora Maria Llimona i Benet.

## Exposicions
- Barcelona (1911).
- Salon d'automne, París (1912).
- Berlín (1913).
- Exposà amb el grup Les Arts i els Artistes, Barcelona (1913).
- Primera exposició individual, Barcelona (1914).
- Exposició col·lectiva de pintors catalans, Acadèmia de Belles Arts de Sabadell (1940).[7]

Posteriorment va realitzar diverses exposicions per capitals d'Europa. A Barcelona exposà sovint conjuntament amb la seva esposa, l'escultora Maria Llimona.

## Premis i distincions
- 1942. Premi extraordinari de la Diputació Provincial de Barcelona, Exposición Nacional de Bellas Artes. Barcelona. Obra Garrotín en el pueblo de Alcolea.[8]